# The Office PL
The Office PL – polski serial komediowy udostępniany na platformie VOD Canal+ online od 21 października 2021, będący polską wersją brytyjskiego serialu pt. Biuro. Plan zdjęciowy zlokalizowano w Warszawie (m.in. dawne zakłady FSO).

## Fabuła
Fabuła serialu koncentruje się na perypetiach pracowników fikcyjnej siedleckiej spółki produkującej wodę butelkowaną „Kropliczanka” – obdarzonego specyficznym poczuciem humoru i brakiem wyczucia prezesa Michała Holca (Piotr Polak) oraz jego współpracowników: wiceprezeski Patrycji Kowalskiej (Vanessa Aleksander), żyjącego w swoim staromodnym świecie Darka Wasiaka (Adam Woronowicz), sprowadzającego go na ziemię na swój zabawny sposób nowo przyjętego najpierw Franka (Mikołaj Matczak), a potem Adama (Rafał Kowalski), recepcjonistki Asi (Kornelia Strzelecka), Bożeny (Milena Lisiecka), Lewana (Marcin Pempuś), Agnieszki (Monika Kulczyk), Gosi (Monika Obara), Kasi (Małgorzata Gorol), Sebastiana (Jan Sobolewski), Łukiego (Adam Bobik) i Tomka (Mateusz Król).

## Obsada[3][4]

### Role główne
| Bohater                 | Stanowisko / Dział                                       | Aktor               | Sezon |
| ----------------------- | -------------------------------------------------------- | ------------------- | ----- |
| Michał Artur Holc       | Prezes                                                   | Piotr Polak         | od 1  |
| Patrycja Kowalska       | Wiceprezes / Prezes / Zwierzchnik w centrali / Stażystka | Vanessa Aleksander  | od 1  |
| Dariusz Wasiak          | Szef działu ds. logistyki                                | Adam Woronowicz     | od 1  |
| Asia Kasprzyk           | Recepcjonistka                                           | Kornelia Strzelecka | od 1  |
| Adam Szeliga            | Dział marketingu                                         | Rafał Kowalski      | od 2  |
| Agnieszka Majewska      | Dział marketingu                                         | Monika Kulczyk      | od 1  |
| Gosia Uszyńska          | Dział sprzedaży                                          | Monika Obara        | od 1  |
| Bożena Grabowska        | Dział sprzedaży                                          | Milena Lisiecka     | od 1  |
| Lewan Kobiaszwili       | Kontroler jakości                                        | Marcin Pempuś       | od 1  |
| Sebastian Sołtys        | Księgowy                                                 | Jan Sobolewski      | od 1  |
| Łukasz „Łuki” Gnatowski | Kierowca                                                 | Adam Bobik          | od 1  |
| Tomek „Regan” Grabowski | Kierowca                                                 | Mateusz Król        | od 3  |
| Franek Wójcik           | Dział marketingu                                         | Mikołaj Matczak     | 1     |
| Marzena Krupska         | Dział sprzedaży                                          | Daria Widawska      | 2     |
| Kasia Płaczkiewicz      | HR                                                       | Małgorzata Gorol    | 3     |

### Role epizodyczne
- Tomasz Sapryk – Kowalski, ojciec Patrycji, właściciel Kropliczanki
- Dawid Podsiadło – on sam
- Elżbieta Jarosik – Halinka, siostra Bożeny
- Joachim Lamża – ksiądz Marek
- Maja Ostaszewska – Arleta Mosul z fundacji „Humans for Oceans”
- Natalia Lesz – dziewczyna z Body Sushi
- Ewa Serwa – mama Sebastiana
- Wojciech Żołądkowicz – Tadek Boniacha
- Katarzyna Gałązka – stażystka Marta Bielecka
- Paulina Gałązka – Dominika Gnatowska, żona Łukiego
- Jakub Zając – Paweł Szod, chłopak Asi
- Damian Kret – Jarek Bartos Junior
- Piotr Sułkowski – kelner Piotr
- Iwo Rajski – syn Gosi
- Maksymilian Balcerowski – syn Gosi
- Maxim Topyła – syn Gosi
- Wojciech Wachuda – barman
- Dariusz Starczewski – Waldek, mąż Gosi
- Jaśmina Polak – żona Levana
- Paweł Wolsztyński – chłopak Agnieszki
- Mayu Gralińska Sakai – dziewczyna IT
- Ireneusz Mosio – dostawca jedzenia
- Daniel Guzdek – fotograf
- Maja Wolska – recepcjonistka
- Mikołaj Pokromski – mężczyzna od Dawida Podsiadło
- Hanka Podraza – sprzątaczka
- Tomasz Drabek – członek zarządu
- Krzysztof Darewicz – członek zarządu
- Nikodem Chabior – członek zarządu
- Wenanty Nosul – członek zarządu (w napisach końcowych przedstawiony imieniem Walenty)
- Piotr Cyrwus – instruktor BHP
- Maciej Musiałowski – Patryk Kowalski, brat Patrycji
- Aleksandra Pisula – reporterka
- Marcin Miodek – pan „Kanapka”

## Spis serii
| Seria | Seria | Odcinki | Odcinki | Dostęp w streamingu (Canal+ online) | Dostęp w streamingu (Canal+ online) | Emisja telewizyjna (Canal+ Premium) | Emisja telewizyjna (Canal+ Premium) | Emisja telewizyjna (Canal+ Premium) |
| Seria | Seria | Odcinki | Odcinki | Premiera                            | Finał                               | Sezon                               | Premiera                            | Finał                               |
| ----- | ----- | ------- | ------- | ----------------------------------- | ----------------------------------- | ----------------------------------- | ----------------------------------- | ----------------------------------- |
|       | 1     | 1–12    | 12      | 21 października 2021                | 21 października 2021                | jesień 2021                         | 22 października 2021                | 12 listopada 2021                   |
|       | 2     | 13–24   | 12      | 4 listopada 2022                    | 4 listopada 2022                    | jesień 2022                         | 18 listopada 2022                   | 2 grudnia 2022                      |
|       | 3     | 25–36   | 12      | 3 listopada 2023                    | 24 listopada 2023                   | jesień 2023                         | 3 listopada 2023                    | 24 listopada 2023                   |
|       | 4     | 37–48   | 12      | 25 października 2024                | 29 listopada 2024                   | jesień 2024                         | 25 października 2024                | 29 listopada 2024                   |
|       | 5     | od 49   | ?       |                                     |                                     | 2025                                |                                     |                                     |

## Lista odcinków

### Sezon 1 (2021)
| №  | #  | Tytuł odcinka    | Premiera w Polsce    | Premiera w Polsce    |
| №  | #  | Tytuł odcinka    | Canal+ online        | Canal+ Premium       |
| -- | -- | ---------------- | -------------------- | -------------------- |
| 1  | 1  | Pilot            | 21 października 2021 | 22 października 2021 |
| 2  | 2  | Refreshing       | 21 października 2021 | 22 października 2021 |
| 3  | 3  | No to szkło      | 21 października 2021 | 22 października 2021 |
| 4  | 4  | Chrzest          | 21 października 2021 | 29 października 2021 |
| 5  | 5  | Równouprawnienie | 21 października 2021 | 29 października 2021 |
| 6  | 6  | Klient           | 21 października 2021 | 29 października 2021 |
| 7  | 7  | Broda            | 21 października 2021 | 5 listopada 2021     |
| 8  | 8  | Strona WWW       | 21 października 2021 | 5 listopada 2021     |
| 9  | 9  | Tolerancja       | 21 października 2021 | 5 listopada 2021     |
| 10 | 10 | Stażystka        | 21 października 2021 | 12 listopada 2021    |
| 11 | 11 | Krzyż            | 21 października 2021 | 12 listopada 2021    |
| 12 | 12 | Prezentacja      | 21 października 2021 | 12 listopada 2021    |

### Sezon 2 (2022)
| №  | #  | Tytuł odcinka          | Premiera w Polsce | Premiera w Polsce |
| №  | #  | Tytuł odcinka          | Canal+ online     | Canal+ Premium    |
| -- | -- | ---------------------- | ----------------- | ----------------- |
| 13 | 1  | Parapetówka            | 4 listopada 2022  | 18 listopada 2022 |
| 14 | 2  | Kurs BHP               | 4 listopada 2022  | 18 listopada 2022 |
| 15 | 3  | Porno                  | 4 listopada 2022  | 18 listopada 2022 |
| 16 | 4  | Dzieciaki              | 4 listopada 2022  | 18 listopada 2022 |
| 17 | 5  | Wizyta                 | 4 listopada 2022  | 25 listopada 2022 |
| 18 | 6  | Kartka dla Michała     | 4 listopada 2022  | 25 listopada 2022 |
| 19 | 7  | Młodzieżowy wyraz roku | 4 listopada 2022  | 25 listopada 2022 |
| 20 | 8  | Wadliwa partia         | 4 listopada 2022  | 25 listopada 2022 |
| 21 | 9  | Pożegnania             | 4 listopada 2022  | 2 grudnia 2022    |
| 22 | 10 | Halloween              | 4 listopada 2022  | 2 grudnia 2022    |
| 23 | 11 | Powrót Gosi            | 4 listopada 2022  | 2 grudnia 2022    |
| 24 | 12 | Piknik                 | 4 listopada 2022  | 2 grudnia 2022    |

### Sezon 3 (2023)
| №  | #  | Tytuł odcinka | Premiera w Polsce (Canal+ online / Canal+ Premium) |
| -- | -- | ------------- | -------------------------------------------------- |
| 25 | 1  | Big News      | 3 listopada 2023                                   |
| 26 | 2  | Test IQ       | 3 listopada 2023                                   |
| 27 | 3  | Asystent      | 3 listopada 2023                                   |
| 28 | 4  | Ono           | 10 listopada 2023                                  |
| 29 | 5  | Wywiad        | 10 listopada 2023                                  |
| 30 | 6  | Widzenie      | 10 listopada 2023                                  |
| 31 | 7  | Wykład        | 17 listopada 2023                                  |
| 32 | 8  | Furgonetka    | 17 listopada 2023                                  |
| 33 | 9  | Święta        | 17 listopada 2023                                  |
| 34 | 10 | Blue Monday   | 24 listopada 2023                                  |
| 35 | 11 | Trzydziestka  | 24 listopada 2023                                  |
| 36 | 12 | Walentynki    | 24 listopada 2023                                  |

### Sezon 4 (2024)
| №  | #  | Tytuł odcinka  | Premiera w Polsce (Canal+ online / Canal+ Premium) |
| -- | -- | -------------- | -------------------------------------------------- |
| 37 | 1  | 2 kwietnia     | 25 października 2024                               |
| 38 | 2  | Syn            | 25 października 2024                               |
| 39 | 3  | Powrót Łukiego | 1 listopada 2024                                   |
| 40 | 4  | Rower          | 1 listopada 2024                                   |
| 41 | 5  | Test wody      | 8 listopada 2024                                   |
| 42 | 6  | Straż pożarna  | 8 listopada 2024                                   |
| 43 | 7  | Fifka          | 15 listopada 2024                                  |
| 44 | 8  | Urząd          | 15 listopada 2024                                  |
| 45 | 9  | Open Mic       | 22 listopada 2024                                  |
| 46 | 10 | Jazda polska   | 22 listopada 2024                                  |
| 47 | 11 | Ty, Brutusie   | 29 listopada 2024                                  |
| 48 | 12 | Dni Siedlec    | 29 listopada 2024                                  |